# Pawilon nr 14b MTP
Pawilon nr 14b (dawniej: nr 28) – pawilon  wystawienniczy i biurowy Międzynarodowych Targów Poznańskich zlokalizowany w centrum terenów targowych, pomiędzy Pałacem Targowym, a nieistniejącym pawilonem 14a.
Obiekt zaprojektował Zygmunt Lutomski, a zbudowano go w 1978. Ma formę dwóch prostopadłościennych brył, z których górna jest nadwieszona i zwrócona w stronę ul. Głogowskiej. Większość elewacji pokrywa szklana ściana kurtynowa w kolorze brązowym. 
Po likwidacji pawilonu 14a, zrezygnowano z litery b w nazwie.